# Мечеть Гахмугаль
Мечеть Гахмугаль (азерб. Gakhmughal mosque) розташована в селі в Ґахському районі Азербайджану. Побудована в 1740 році.